# Los Cerritos, Puebla
Los Cerritos är en ort i Mexiko.   Den ligger i kommunen Puebla och delstaten Puebla, i den sydöstra delen av landet, 110 km öster om huvudstaden Mexico City. Los Cerritos ligger 2 269 meter över havet och antalet invånare är 200.
Terrängen runt Los Cerritos är platt åt sydväst, men åt nordost är den kuperad. Runt Los Cerritos är det mycket tätbefolkat, med 2 614 invånare per kvadratkilometer. Närmaste större samhälle är Puebla de Zaragoza, 8,1 km sydväst om Los Cerritos. Runt Los Cerritos är det i huvudsak tätbebyggt.